# 男を磨くラジオ
男を磨くラジオは、FMヨコハマにて2023年10月6日から放送されているラジオ番組である。

## 概要
- ラジオパーソナリティーの植松哲平とMSクリニック総院長の葉山芳貴が、様々なゲストの方をお招きして、半生やお仕事の話をヒントに男としての魅力を向上させるトーク番組。

## 放送時間
- 毎週金曜日25:00 - 25:30（毎週土曜日1:00 - 1:30）

## 出演者

### パーソナリティ
- 植松哲平
- 葉山芳貴

## 番組テーマソング
- よっしゃあ漢唄  （角田信朗および日野あずきによる「CR花の慶次〜斬」のオリジナルタイアップ曲。）

## これまでに出演したゲスト
陣内智則（2023年10月20日、27日）
櫻井貴史（2023年11月3日、10日）
ジョイ石井（2023年11月17日、24日）
塚越広大（2023年12月1日、8日）
みんなのたかみち（2023年12月15日、22日）
桧山進次郎（2024年1月5日、12日）
はなわ（2024年1月19日、26日）
上地雄輔（2024年2月2日、9日）
矢沢透（2024年2月16日、23日）
岸田敏志（2024年3月1日、8日）
山中敦史（2024年3月15日、22日）
杉枝真結（2024年3月29日、4月5日）
しゅんしゅんクリニックP（2024年4月12日、19日）
清水国明（2024年4月26日、5月3日）
バズーカ岡田（岡田隆）（2024年5月10日、17日）
城咲仁（2024年5月24日、31日）
家本政明（2024年6月7日、14日）
河村正美（2024年6月21日、28日）
古谷敏（2024年7月5日、12日）
次長課長 河本準一（2024年7月19日、26日）
中村謙一（2024年8月2日、9日）
オジンオズボーン 篠宮暁（2024年8月16日、23日）
安田大サーカス 団長安田（2024年8月30日、9月6日）
大森北斗（2024年9月13日、20日）
角田信朗（2024年9月27日、10月4日）
堀井亮佑（2024年10月11日、18日）
ハードコアチョコレート MUNE（2024年10月25日、11月1日）
長束恭行（2024年11月15日、22日、29日）
成田童夢（2024年12月6日、13日）
夢グループ 石田（重廣）社長・保科有里（2024年12月20日、27日）
喉押さえマン（2025年1月3日、10日）
REMO-CON（2025年1月17日、24日）